# De Viaan
De Viaan is een in 1579 gebouwde poldermolen met een eikenhouten achtkant op lage voet. De molen is een zogenaamde grondzeiler. De molen staat aan de rand van Alkmaar, aan de Havinghastraat. Samen met een elektrisch gemaal bemaalt hij thans nog een 464 ha groot gedeelte van de polder De Bergermeer. 
Het gevlucht van De Viaan is Oudhollands. De molen werd in 1876 voorzien van een vijzel. In tegenstelling tot veel andere poldermolens van deze omvang is De Viaan nooit bewoond geweest; naast de molen staat de molenaarswoning.
De Viaan is eigendom van het Hoogheemraadschap Hollands Noorderkwartier. De molen is op afspraak te bezichtigen.
Strijkmolens:
Strijkmolen B ·
Strijkmolen C ·
Strijkmolen D ·
Strijkmolen E ·
Ambachtsmolen ·
Strijkmolen I ·
Strijkmolen K ·
Strijkmolen L

Poldermolens:
Bosmolen ·
Hargermolen ·
Groetermolen ·
De Grebmolen ·
Slootgaardmolen ·
Poldermolen Waarland ·
Molen D / Oosterdel ·
Molen A ·
Sluismolen ·
Damlandermolen ·
Philisteinse Molen ·
Wimmenumer Molen ·
Geestmolen ·
Robonsbosmolen ·
De Viaan ·
De Eendracht

Korenmolens:
De Groot ·
Kijkduin (Schoorl) ·
't Roode Hert -
De Gouden Engel -
De Otter (Oterleek)

Molenstichting Alkmaar